# Bùi Bích Phương
Dans ce nom vietnamien, le nom de famille, Bùi, précède le nom personnel.
Bùi Bích Phương est la première Miss Vietnam, élue en 1988, née à Hanoï en 1971.
Elle parle couramment le coréen, l'anglais et le vietnamien.

## Biographie

### Jeunesse et études
Bùi Bích Phương vient d'une famille pauvre dont le père est dans l'armée, sa mère était seule au foyer à élever ses enfants. Lors de son élection, elle était étudiante en première année d'anglais à l'université de Hanoï. Après quelques années, elle a reçu une bourse d'études pour étudier en Corée du Sud et est titulaire d'un master à l'université nationale de Séoul.

### Élection Miss Vietnam 1988
À l'âge de 17 ans, Bùi Bích Phương est élue Miss Vietnam 1988 et devient la première à être couronnée Miss Vietnam. Sa première dauphine est Nguyễn Thu Mai. Elle est à ce jour la plus jeune lauréate à avoir été élue Miss Vietnam. Mesurant 1 mètre 57 lors de son élection, elle est également la lauréate ayant la plus petite taille. Le concours a été organisé par le poète et l'ancien rédacteur en chef du journal Tiền Phong, Dương Kỳ Anh.

### Vie privée
Bùi Bích Phương épouse Vũ Thiệu Giang, directeur d'une société commerciale en 2000. Elle est mère d'une fille prénommée Phương Anh née en 2004 et d'un garçon prénommé Gia Hiển né en 2001. Après son couronnement, elle apparait moins dans des événements de divertissement. Elle a seulement accepté l'invitation d'un concours de beauté à Hanoï.